# Single numer jeden w roku 2003 (Węgry)
2003 – piąty rok, w którym było prowadzone zestawienie najlepiej sprzedających się singli na Węgrzech. Lista była tworzona na podstawie wyników sprzedażowych w sklepach.

## Historia notowania
| Data publikacji | Utwór                     | Wykonawca        | Źródło |
| --------------- | ------------------------- | ---------------- | ------ |
| 30 grudnia      | „Hello Tourist”           | Emil.RuleZ!      | [ 2 ]  |
| 6 stycznia      | „Hello Tourist”           | Emil.RuleZ!      | [ 3 ]  |
| 13 stycznia     | „Lose Yourself”           | Eminem           | [ 4 ]  |
| 20 stycznia     | „Hello Tourist”           | Emil.RuleZ!      | [ 5 ]  |
| 27 stycznia     | „Hello Tourist”           | Emil.RuleZ!      | [ 6 ]  |
| 3 lutego        | „Hello Tourist”           | Emil.RuleZ!      | [ 7 ]  |
| 10 lutego       | „Mundian To Bach Ke”      | Panjabi MC       | [ 8 ]  |
| 17 lutego       | „Mundian To Bach Ke”      | Panjabi MC       | [ 9 ]  |
| 24 lutego       | „Mundian To Bach Ke”      | Panjabi MC       | [ 10 ] |
| 3 marca         | „Mundian To Bach Ke”      | Panjabi MC       | [ 11 ] |
| 10 marca        | „Weekend”                 | Scooter          | [ 12 ] |
| 17 marca        | „Szextárgy”               | Tankcsapda       | [ 13 ] |
| 24 marca        | „Szextárgy”               | Tankcsapda       | [ 14 ] |
| 31 marca        | „Szextárgy”               | Tankcsapda       | [ 15 ] |
| 7 kwietnia      | „Szextárgy”               | Tankcsapda       | [ 16 ] |
| 14 kwietnia     | „Szextárgy”               | Tankcsapda       | [ 17 ] |
| 21 kwietnia     | „Szextárgy”               | Tankcsapda       | [ 18 ] |
| 28 kwietnia     | „Szextárgy”               | Tankcsapda       | [ 19 ] |
| 5 maja          | „Szextárgy”               | Tankcsapda       | [ 20 ] |
| 12 maja         | „Szextárgy”               | Tankcsapda       | [ 21 ] |
| 19 maja         | „Szextárgy”               | Tankcsapda       | [ 22 ] |
| 26 maja         | „Szextárgy”               | Tankcsapda       | [ 23 ] |
| 2 czerwca       | „Szextárgy”               | Tankcsapda       | [ 24 ] |
| 9 czerwca       | „Szextárgy”               | Tankcsapda       | [ 25 ] |
| 16 czerwca      | „Szextárgy”               | Tankcsapda       | [ 26 ] |
| 23 czerwca      | „Szextárgy”               | Tankcsapda       | [ 27 ] |
| 30 czerwca      | „Szextárgy”               | Tankcsapda       | [ 28 ] |
| 7 lipca         | „Szextárgy”               | Tankcsapda       | [ 29 ] |
| 14 lipca        | „Szextárgy”               | Tankcsapda       | [ 30 ] |
| 21 lipca        | „Szextárgy”               | Tankcsapda       | [ 31 ] |
| 28 lipca        | „Szextárgy”               | Tankcsapda       | [ 32 ] |
| 4 sierpnia      | „Szextárgy”               | Tankcsapda       | [ 33 ] |
| 11 sierpnia     | „Szextárgy”               | Tankcsapda       | [ 34 ] |
| 18 sierpnia     | „Szextárgy”               | Tankcsapda       | [ 35 ] |
| 25 sierpnia     | „Szextárgy”               | Tankcsapda       | [ 36 ] |
| 1 września      | „Wildest Dreams”          | Iron Maiden      | [ 37 ] |
| 8 września      | „Szextárgy”               | Tankcsapda       | [ 38 ] |
| 15 września     | „Szextárgy”               | Tankcsapda       | [ 39 ] |
| 22 września     | „Szextárgy”               | Tankcsapda       | [ 40 ] |
| 29 września     | „Like Glue”               | Sean Paul        | [ 41 ] |
| 6 października  | „Nincsen köztünk csicska” | Dopeman          | [ 42 ] |
| 13 października | „Numb”                    | Linkin Park      | [ 43 ] |
| 20 października | „Szeress most”            | Adrienn Zsédenyi | [ 44 ] |
| 27 października | „Szeress most”            | Adrienn Zsédenyi | [ 45 ] |
| 3 listopada     | „Szeress most”            | Adrienn Zsédenyi | [ 46 ] |
| 10 listopada    | „Me Against the Music”    | Britney Spears   | [ 47 ] |
| 17 listopada    | „Me Against the Music”    | Britney Spears   | [ 48 ] |
| 24 listopada    | „Me Against the Music”    | Britney Spears   | [ 49 ] |
| 1 grudnia       | „Szeress most”            | Adrienn Zsédenyi | [ 50 ] |
| 8 grudnia       | „Szextárgy”               | Tankcsapda       | [ 51 ] |
| 15 grudnia      | „Szextárgy”               | Tankcsapda       | [ 52 ] |
| 22 grudnia      | „Szextárgy”               | Tankcsapda       | [ 53 ] |